# 郑宗玉
郑宗玉（1908年—1936年9月7日），本名郑木金，别名郑保芳、郑珠玉、郑钟毓，化名朱玉、珠玉、宗毓、陈宗玉等，福建福安人，中国共产党早期人物，是中共闽东特委和中共浙南特委的主要领导人，1936年9月在闽浙边临时省委开展的肃AB团运动中被错杀，1955年平反昭雪，被追认为中华人民共和国革命烈士。

## 生平
郑宗玉出生于福安县溪潭乡的濑洋村，9岁就读于县立湖山高等小学，与马立峰结识成为好友。1922年辍学，到穆阳私人钱庄做学徒，4年后回家乡务农。1929年，郑宗玉在马立峰引导下参加中国共产党运动，同年加入中国共产党。
1931年，郑宗玉领导福安溪北洋36村农民请愿反鸦片捐，取得成功，后成为中共福安中心县委委员，带领溪北洋一带的村落成立苏维埃政权。1932年9月，郑宗玉参加了马立峰、詹如柏等人发动的兰田暴动，翌年8月被选为福安革命委员会副主席，郑宗玉率领苏区扩张到周墩地区（今周宁县），得以与周墩苏区连成一片。此后，郑宗玉担任福霞边委书记，闽东临时特委成立后，先后担任福霞县委书记、霞鼎县委书记、福寿县委书记。
1935年10月，中共闽东临时特委改组为中国共产党闽东特别委员会，郑宗玉升任常务委员，赴福鼎、泰顺边区开辟新的游击区，在边区建立鼎泰区委，郑丹甫任书记。1936年3月，闽东特委与红军挺进师联合成立的闽浙边临时省委组建中共浙南特委，郑宗玉为首任书记。1936年8月，闽浙边临时省委开展肃AB团运动，郑宗玉被撤职，其浙南特委书记职务由谢文清代理，9月7日，郑宗玉被省委处决。

## 身后
1955年，中共福安地委为郑宗玉平反，追认他为革命烈士。